# Battaglia di Baqdura
La battaglia di Baqdūra (in arabo معركة بقدورة‎?, maʿraka Baqdūra (o Baghdūra), fu uno scontro armato che contrappose a metà autunno del 741 i rivoltosi berberi alle forze califfali arabe siriane e ifriqiyane, nel quadro della Grande rivolta berbera.

## Antefatti
La Grande rivolta berbera aveva segnato, già sotto la guida di Maysara al-Maṭghari, poco prima del 740, una chiara prevalenza dei rivoltosi berberi, mossi dal loro rancore derivante dalle prepotenti e illegittime politiche fiscali imposte dai conquistatori arabi in Nordafrica ai neo-convertiti del posto (mawālī).
Ucciso già nel 740 Maysara dagli stessi Berberi, le forze ribelli erano state posto sotto il comando di Khālid b. Ḥamīd al-Zanātī, mentre nel 741 il Califfo omayyade Hishām b. ʿAbd al-Malik aveva levato un esercito siriano, ponendolo al comando di Kulthūm b. ʿIyāḍ al-Qushayrī, che con un contingente di cavalleria guidato da suo nipote (o cugino) Balj b. Bishr al-Qushayrī, avrebbe dovuto unirsi ai contingenti arabi residenti da tempo d'Ifrīqiya, comandati da Ḥabīb b. Abī ʿUbayda al-Fihrī.

## La battaglia
L'unione dei due contingenti siriano e ifriqiyano avvenne non senza difficoltà.  Le notizie circa il comportamento dei Siriani di Balj a Qayrawān erano giunte alle truppe ifriqiyane, aggravate da un messaggio oltraggioso di Balj a Ḥabīb in cui gli ingiungeva in toni ultimativi e altezzosi che alle truppe al suoi seguito fosse assegnato adeguato alloggio.
Ḥabīb e Balj bisticciarono pubblicamente e i loro uomini giunsero quasi alle mani. Con grande e faticosa diplomazia, lo zio di Balj, Kulthūm b. ʿIyāḍ, riuscì a mantenere i due eserciti insieme, ma il reciproco risentimento avrebbe svolto una parte estremamente negativa dei successivi avvenimenti.
L'esercito ribelle berbero, intanto, al comando di Khālid b. Ḥamīd al-Zanātī (forse affiancato da un tal Sālim Abū Yūsuf al-Azdī), se era enormemente più numeroso (le fonti parlano del numero decisamente improbabile di 200 000 uomini), era però poveramente armato e attrezzato.  Molti guerrieri berberi potevano contare solo su pietre e coltelli, abbigliati con una semplice tunica, col cranio rasato, secondo la consuetudine dei "puritani" sufriti.  Potevano però contare sulla loro perfetta conoscenza del terreno, su un morale assai elevato e su un fervore alimentato dalla loro fede sufrita.
Gli eserciti berberi e arabi infine si scontrarono a Baqdura (o Nafdūra) nell'ottobre-novembre 741, sul fiume Subū (nelle vicinanze della moderna Fès).  Disdegnando il consiglio dettato dall'esperienza e dalla prudenza fornito dagli Ifriqiyani, Kulthūm b. ʿIyāḍ compì diversi gravi errori tattici. Gli schermagliatori berberi abbatterono i cavalli siriani e isolarono i loro cavalieri, mentre la fanteria berbera sovrastò col suo numero quella araba.  Gli eserciti arabi furono rapidamente messi in rotta. Secondo alcune stime, due terzi delle forze arabe furono uccisi e catturati dai Berberi a Baqdūra. Fra i caduti vi fu il nuovo governatore Kulthūm b. ʿIyāḍ al-Qushayrī e il comandante delle forze ifriqiyane Ḥabīb b. Abī ʿUbayda al-Fihrī.
I reggimenti siriani, ridotti al numero di circa 10 000 uomini, non si dispersero grazie agli efficaci sforzi di Balj b. Bishr e si aprirono la strada con valore e disciplina fino allo Stretto di Gibilterra, dove speravano di ottenere un passaggio che permettesse loro di metter piede in al-Andalus. Un piccolo contingente ifriqiyano, agli ordini del figlio di Ḥabīb b. Abī ʿUbayda, ʿAbd al-Raḥmān b. Ḥabīb al-Fihrī, si unì ai Siriani nella loro fuga, ma il resto delle forze ifriqyiane si sparpagliò tornando a Qayrawān.  Il grosso dell'esercito ribelle berbero si mise all'inseguimento dei Siriani e li pose sotto assedio a Ceuta.